# Mokhtar Hasni
Mokhtar Hasni (Siliana, 19 de marzo de 1952-21 de enero de 2024) fue un futbolista tunecino que jugó en la posición de delantero.

## Carrera

### Club
| Periodo   | Club            |
| --------- | --------------- |
| 1971-1976 | EM Mahdia       |
| 1976-1977 | UBS Auvelais    |
| 1977-1982 | RAA Louvièroise |

### Selección nacional
Jugó para Túnez en nueve ocasiones de 1973 a 1978 y participó en la Copa Mundial de Fútbol de 1978.